# リブレット (音楽)
リブレット（libretto, 複数：libretti）は、オペラ、オペレッタ、仮面劇（マスク）教会および世俗オラトリオ、カンタータ、ミュージカル、バレエといった長時間にわたる音楽作品で使われるテキスト、つまり台本のこと。librettoはイタリア語で、libro（本）に指小辞を付けた派生語である。リブレットにはすべての歌詞とト書きが含まれる。さらにこの言葉は、ミサ、レクイエム、教会カンタータといった典礼作品の歌詞を指すこともある。

## 代表的なリブレット作者
17世紀、18世紀のオペラ、オラトリオ、カンタータの台本・歌詞は、普通、作曲家とは別の人間が書いていて、それも高名な詩人であることが多かった。リブレット作者（リブレッティスト、librettist）の中でも最も有名だった一人がピエトロ・メタスタージオで、大勢の作曲家がその歌詞に曲をつけている。他には、モーツァルト（3つのオペラ）をはじめとする多くの作曲家に台本を提供したロレンツォ・ダ・ポンテがいる。19世紀ではウジェーヌ・スクリーブが有名で、マイアベーアと長きにわたって共作したほか、オベール、ベッリーニ、ドニゼッティ、ロッシーニ、ヴェルディに台本を提供した。アンリ・メイヤックとリュドヴィク・アレヴィのコンビもジャック・オッフェンバック、ジュール・マスネ、ジョルジュ・ビゼーらのために多数のオペラ、オペレッタの台本を書いた。アッリーゴ・ボーイトは、ヴェルディやアミルカレ・ポンキエッリらのための台本も書いたが、自身でも2作のオペラを自身の台本に作曲した。

## 作曲家とリブレット作者の関係
台本・歌詞は常に音楽の前に書かれるわけではない。たとえば、グリンカ、セローフ、リムスキー＝コルサコフ、プッチーニ、マスカーニといった作曲家たちはまず歌詞のない楽節を書き、後から台本作家たちが歌の旋律に詞をあてはめた（これは20世紀アメリカのポピュラー音楽でも行われていて、たとえばリチャード・ロジャースとローレンツ・ハートのコンビであるロジャース&ハートがそうだった。しかし、後にロジャースがオスカー・ハマースタイン2世と組んだ時（ロジャース&ハマースタイン）は詞が先に書かれるのが普通だった）。
作曲家の中には自分で台本を書く者もいた。その中でも有名なのが、ドイツの伝説や歴史を元に、叙事詩的主題としたオペラ・楽劇の台本を書いたリヒャルト・ワーグナーである。アルベルト・ロルツィングやアルノルト・シェーンベルクらも同様である。またアルバン・ベルクもゲオルク・ビュヒナーの戯曲『ヴォイツェック』を元にオペラ『ヴォツェック』の台本やフランク・ヴェーデキント原作の『ルル』を自分で書いた。
時には作曲家と共同に近い形で台本が書かれることもある。リムスキー＝コルサコフと台本作家ウラジーミル・ベルスキーの関係がそうである。ミュージカルでは、音楽（music）、歌詞（lyrics）、台詞やト書きといった脚本（book）をそれぞれ別の作家が書くこともありうる。たとえば『屋根の上のバイオリン弾き』は、作曲ジェリー・ボック、作詞シェルダン・ハーニック、脚本ジョゼフ・スタインに分担されている。またリヒャルト・シュトラウスの最後のオペラ『カプリッチョ』は指揮者クレメンス・クラウスとの共同作業であった。
台本を作る過程での他の問題は、舞台や映画の台詞劇と同じである。まず、テーマの選択や提案の段階があり、それからシナリオの形式で本筋の草案が練られる。ブロードウェイ・ミュージカルでは試験興業を行うなどして、必要ならば改訂し、また、上演場所の観客に合わせた変更も行われる。後者の例では、たとえばワーグナー『タンホイザー』のオリジナル版（ドレスデン版、1845年）がパリ上演の時に改訂（パリ版、1861年）された。

## 文学的特徴
オペラの台本はその始まり（1600年頃）から韻文で書かれていて、それは19世紀まで続いた。台詞を含む音楽劇では、歌詞の韻文と台詞が互い違いになるのが一般的だった。19世紀後期以降、散文または自由詩で書くオペラ作曲家たちが現れた。たとえば、ジョージ・ガーシュウィンの『ポーギーとベス』のほとんどのレチタティーヴォは、デュボース・ヘイワードとドロシー・ヘイワードの夫妻が散文で書いた戯曲『ポーギー』に曲をつけたものである。しかし、アリア、デュエット（二重唱）、トリオ（三重唱）、合唱は韻文で書かれた。
一方、ミュージカルの台本は（歌詞を除いて）たいてい散文で書かれている。もしそのミュージカルが戯曲からの翻案である場合、台詞は元々あったものを借りてくる。『オクラホマ!』はリン・リグズ『Green Grow the Lilacs』の、『回転木馬』はモルナール・フェレンツ『リリオム』の、『マイ・フェア・レディ』は逐語的にジョージ・バーナード・ショー『ピグマリオン』の、1954年版のミュージカル『ピーター・パン』はジェームス・マシュー・バリー『ピーター・パン』の台詞を、それぞれ使っている。

## 言語と翻訳
最初にイタリア語でオペラが書かれたことから、18世紀を通じてヨーロッパでは（フランスを除いて）イタリア語の使用がこのジャンルでは支配的だった。ロシアでは19世紀になっても、サンクトペテルブルクにはイタリア・オペラ一座があり、自国語ロシア語のレパートリーの出現を求められていた。1800年以前の例外としては、ヘンリー・パーセルの諸作品、バロック期のハンブルクのドイツ語オペラ、18世紀にはバラッド・オペラ、ジングシュピールなどがある。
文学や歌と同様に、歌詞は多くの翻訳の問題・難問を抱えている。かつて（さらに現在も）台詞のある外国語の音楽劇、とりわけ喜劇は、歌のパートは原語で、台詞のパートはその土地の言葉で上演されることもあった。しかし、それは、ミュージカルやオペレッタを本当に理解できない人々に、「歌詞は重要なものではない」という誤まった考えを与えてしまうことになった。ベティ・グレイブル、ドン・アメチー、カルメン・ミランダといった役者の魅力を活かすように書かれたミュージカルならそう支障はないかも知れないが、『ショウボート』、『オズの魔法使い』、『マイ・フェア・レディ』、『回転木馬』といった、歌詞が単に曲のおまけではなく、台詞と一つになって全体を構成し、筋に深くかかわるようなミュージカルでは重大である。今日では、原語で歌う時、翻訳を印刷して渡すか、映写することができるが、それでも自国語で歌を聞きたいという欲求は残るだろう。

## リブレット作者とリブレットの地位

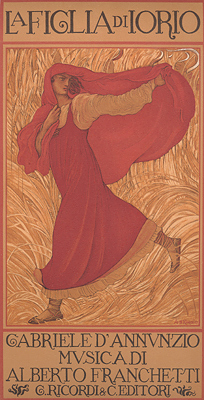
『イオリオの娘』のポスター。台本のガブリエーレ・ダンヌンツィオの名前が作曲家より上にある

上演の時に印刷された台本が売られることが一般的になり、それらは手書きの楽譜より現存しているが、18世紀後期のロンドンでさえ、台本作家に言及したレビューは稀で、ロレンツォ・ダ・ポンテは回想録の中でそのことを嘆いている。
しかし、20世紀になった頃には、台本作家も重要な共作者として認識されるようになった。たとえば、ギルバート&サリヴァンがそうである。現在、オペラやオペレッタの作曲家の名前が宣伝のトップにきて、台本・作詞はその次にくるか、あるいは脚注扱いされるのが普通であるが、例外もある。『三幕の四人の聖人』（作曲はヴァージル・トムソン）では台本のガートルード・スタインの名前が、『イオリオの娘』（1906年、作曲はアルベルト・フランケッティ）では、原作者（戯曲）で台本作家のガブリエーレ・ダンヌンツィオの名前が、それぞれトップに記された。
一方で、台本があまり出来が良くなくても、素晴らしい音楽がつけられることによって、台本作家の名前が音楽史に残る場合もある。たとえば、モーツァルトの台本作家ジャンバッティスタ・ヴァレスコがそうである。
オペラにおいて、歌詞と音楽のどちらが重要かという問題は長い間議論されていて、リヒャルト・シュトラウスのオペラ『カプリッチョ』では劇中でその議論を扱っている。

## 出版されたリブレット
台詞、歌詞、ト書きといったテキストは楽譜とは別に出版されるのが一般的だった（現在ほとんどのオペラのCDなどにもブックレットとしてついている）。フォーマットはさまざまで、パブリックドメインでのオペラの台本では、主要な曲の楽譜の抜粋がついていたりする。
一方、オペラの印刷された楽譜には歌詞がつくことが自然である。しかし、印刷された台本にある歌詞と楽譜の歌詞が異なる場合もありうる。台本にあった詞やフレーズの繰り返しなどである。たとえば、プッチーニ『トゥーランドット』のアリア『誰も寝てはならぬ』は、台本では「Tramontate, stelle! All'alba, vincerò」とあるのに、楽譜では「Tramontate, stelle! Tramontate, stelle! All'alba, vincerò! Vincerò! Vincerò!」と変えられている。
現代のミュージカルでは、台本と楽譜は別々に出版されるが、脚本と歌詞、全歌詞、ピアノ伴奏版、すべての音楽素材付き、台詞のタイミング付きなど、フォーマットが様々である。